# Espais naturals protegits d'Itàlia

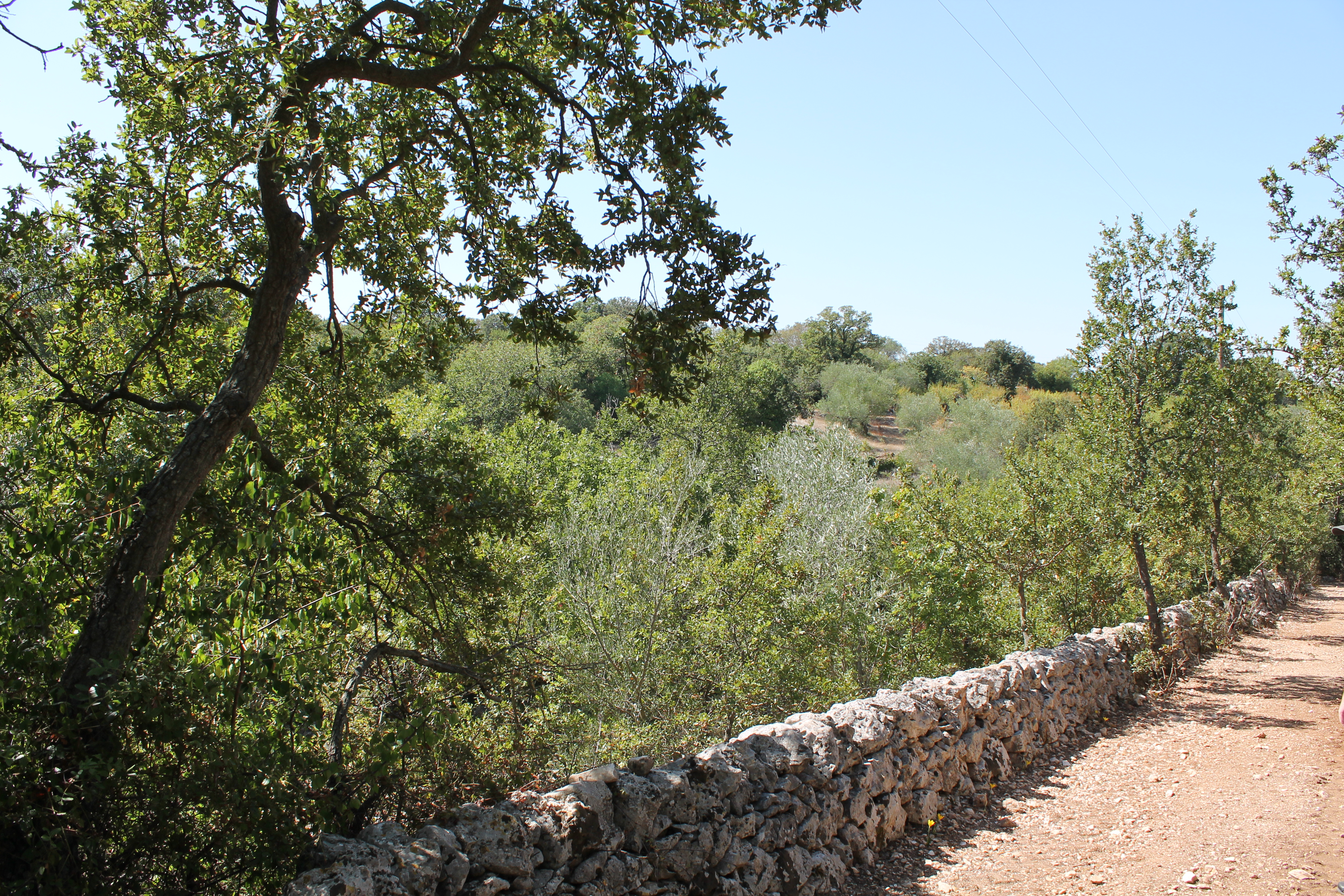
Bosco Romanizzi Sentiero, proposada Zona d'Especial Protecció d'Avifauna a l'àrea metropolitana de Bari.

A Itàlia, abans de l’atenció al medi ambient com a sistema natural, es van desenvolupar enfocaments per a la protecció del patrimoni cultural i del paisatge. Els primers esbossos de debat parlamentari sobre el tema de la conservació es deuen a l’acció de dos diputats: Luigi Rava de Ravenna i Giovanni Rosadi de Florència, redactors de la Llei 441 de 1905 sobre la “inalienabilitat dels terrenys de la Pineda de la costa de Ravenna”. Amb motiu de la votació final de la disposició, el propi govern va ser convidat per la Cambra de Diputats a “presentar un projecte de llei per a la conservació de les belleses naturals relacionades amb la literatura, l’art, la història d’Itàlia”, demostrant la concepció estètico-cultural que impregnava la qüestió de la protecció de la natura.
Rosadi relacionarà el seu nom amb la presentació d’una sèrie de projectes de llei, inclosa la històrica Llei 364/1909 de protecció de les “antiguitats i belles arts”, que culminarà amb l'extensió de la Llei 778/1922 "per a la protecció de belleses naturals i edificis de particular interès històric", basada en el projecte de llei Benedetto Croce de 1920 i, per tant, anomenada Llei Croce.
L’acte normatiu, malgrat els seus mèrits, manté l'enfocament estètic estrictament crocià propi del debat d’aquells anys, amb poca atenció a la protecció del medi ambient amb finalitats científiques o en consideració del valor intrínsec del patrimoni natural.
Pocs mesos després de la Llei 778, l’assentament de Mussolini al Govern obre la temporada dels grans parcs nacionals a Itàlia: 10 anys després de la carta de Giovanni Giolitti al professor Valerio Galli en la qual era partidari de la creació d’un parc nacional, el 1920, va ser el mateix rei Víctor Manuel III qui va donar les 2.100 hectàrees de la seva reserva de caça a l’Estat italià a fi que s'hi establis un parc nacional. El 3 de desembre de 1922 es va establir el Parc Nacional Gran Paradiso; l’11 de gener de 1923 el Parc Nacional dels Abruços; el 1934 el Parc Nacional Circeo i el 1935 el Parc Nacional Stelvio.
El criteri utilitzat per a les primeres normes de protecció va ser l'estètic, i la Llei 1497/1939 de protecció del paisatge no n’era exempta. Tot i això, cal subratllar que aquesta disposició era més completa que les anteriors i, tot i reconèixer la idea de "bellesa natural" com a principi discriminatori a l'hora de guiar les polítiques de conservació de la natura, va introduir per primera vegada un caràcter de "rellevància científica" des de la "singularitat geològica" de la propietat destinada a la protecció. Amb la promulgació de la Constitució republicana, la protecció del paisatge es reconeix com un dels principis fonamentals (art. 9 paràgraf 2). A més, els objectius científics de conservació es fan guanyen importància, amb innegables avantatges, però també amb rigidesa i contrastos, per a la protecció del patrimoni ambiental nacional.

## Història recent
Les àrees naturals protegides són reconegudes oficialment per l’Estat si compleixen certs criteris establerts per la llei 394/91.
El sistema d’espais naturals protegits es divideix en parcs i reserves, establerts a nivell nacional o regional, i zones marines protegides.
A la llista oficial d’espais naturals protegits s'inscriuen totes les zones que compleixen els criteris descrits a continuació:
- subjectes amb dret a sol·licitar el registre;
- existència d’una institució formal pública o privada;
- existència de perímetre (documentació cartogràfica);
- valors naturalistes;
- coherència amb les normes de salvaguarda previstes per la Llei 394/91;
- gestió de la zona;
- existència de pressupost o provisió de finançament.

## Classificació
Les àrees amb protecció estan dividides en els següents sis grups:

### Els Parcs Nacionals
Els parcs nacionals consisteixen en zones terrestres, fluvials o lacustres que contenen un o més ecosistemes intactes o fins i tot parcialment alterats per intervencions antròpiques, formacions físiques, geològiques, geomorfològiques, biològiques d’interès nacional o internacional per als valors naturalistes, científiques, culturals, estètiques i educatives.
El parc nacional presenta una gestió d’un territori ampli i variat, amb presència humana.
Avui, en Itàlia, hi ha 24 parcs nacionals.

### Els Parcs Regionals
Els parcs regionals consisteixen en zones terrestres, fluvials, lacustres i possiblement trams marítims orientats a la costa amb un valor natural i ambiental.

### Les Reserves Naturals
Les reserves naturals consisteixen en zones terrestres, fluvials, lacustres o marines que contenen una o més espècies de fauna i flora rellevants naturalment. Es divideixen en diversos tipus: integrals, orientades, especials i biogenètiques.

### Els Aiguamolls
Els aiguamolls consten de pantans, zones pantanoses, torberes o zones d’aigües naturals o artificials, incloses zones d’aigua de mar de profunditat que no supera els sis metres. El factor limitant és l’aigua i, per tant, són zones en risc, sotmeses a forts impactes ambientals.
Han experimentat una reducció del seu nombre, extensió i qualitat. Les causes són: abocadors naturals, recuperació de terres, drenatge i contaminació.

### Les Àrees Marines
Les àrees marines protegides consisteixen en entorns marins, donats per les aigües, el fons marí i els trams de cara a la costa que presenten un interès per a les característiques naturals amb atenció a la flora i fauna marines i costaneres.

### Altres espais protegits
Hi ha finalment altres espais protegits, que són àrees que no entren en les classificacions anteriors, per exemple monuments naturals, parcs suburbans i provincials i oasis d’associacions ecologistes. Es poden gestionar de manera pública o privada.